# 1930-ih
2. tisućljeće
◄ | 19. stoljeće | 20. stoljeće | 21. stoljeće | ►
◄ | 1900-ih | 1910-ih | 1920-ih | 1930-ih | 1940-ih | 1950-ih | 1960-ih | ►
1930. | 1931. | 1932. | 1933. | 1934. | 1935. | 1936. | 1937. | 1938. | 1939.

## Događaji i trendovi
- Velika gospodarska kriza
- Glad u Kazahstanu 1931. – 1933.

## Svjetska politika
- Adolf Hitler dolazi na vlast u Njemačkoj
- Španjolski građanski rat